# Opperträsket
Opperträsket är en sjö i Sorsele kommun i Lappland och ingår i Umeälvens huvudavrinningsområde. Sjön har en area på 0,335 kvadratkilometer och ligger 373,9 meter över havet.

## Delavrinningsområde
Opperträsket ingår i det delavrinningsområde (725317-160358) som SMHI kallar för Utloppet av Näresträsket. Medelhöjden är 397 meter över havet och ytan är 26,51 kvadratkilometer. Det finns ett avrinningsområde uppströms, och räknas det in blir den ackumulerade arean 44,4 kvadratkilometer. Näresbäcken som avvattnar avrinningsområdet har biflödesordning 4, vilket innebär att vattnet flödar genom totalt 4 vattendrag innan det når havet efter 271 kilometer. Avrinningsområdet består mestadels av skog (76 procent) och sankmarker (12 procent). Avrinningsområdet har 2,59 kvadratkilometer vattenytor vilket ger det en sjöprocent på 9,7 procent.